# Cohors peditata

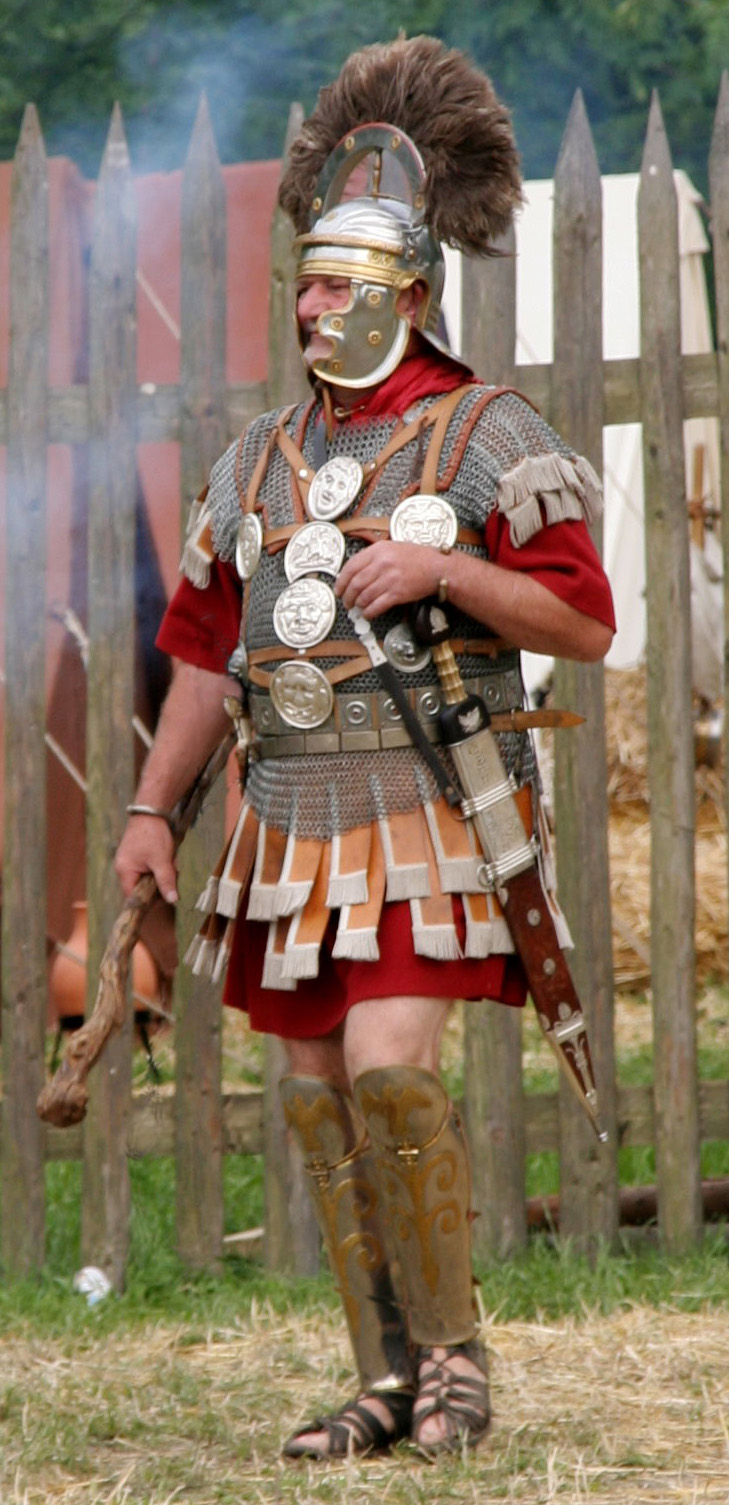
Restitución del hipotético uniforme de un praefectus cohortis cuando todavía estaban en la Cohors quinquagenaria peditata.

La Cohors peditata, fue un cuerpo de tropas auxiliares del ejército romano, compuesta por fuerzas de infantería, a diferencia de la cohorte equitata. Podía estar formada de 500 militares (quinquagenaria) o de aproximadamente 1000 (milliaria).

## Historia y estructura interna

### Reorganización de Augusto

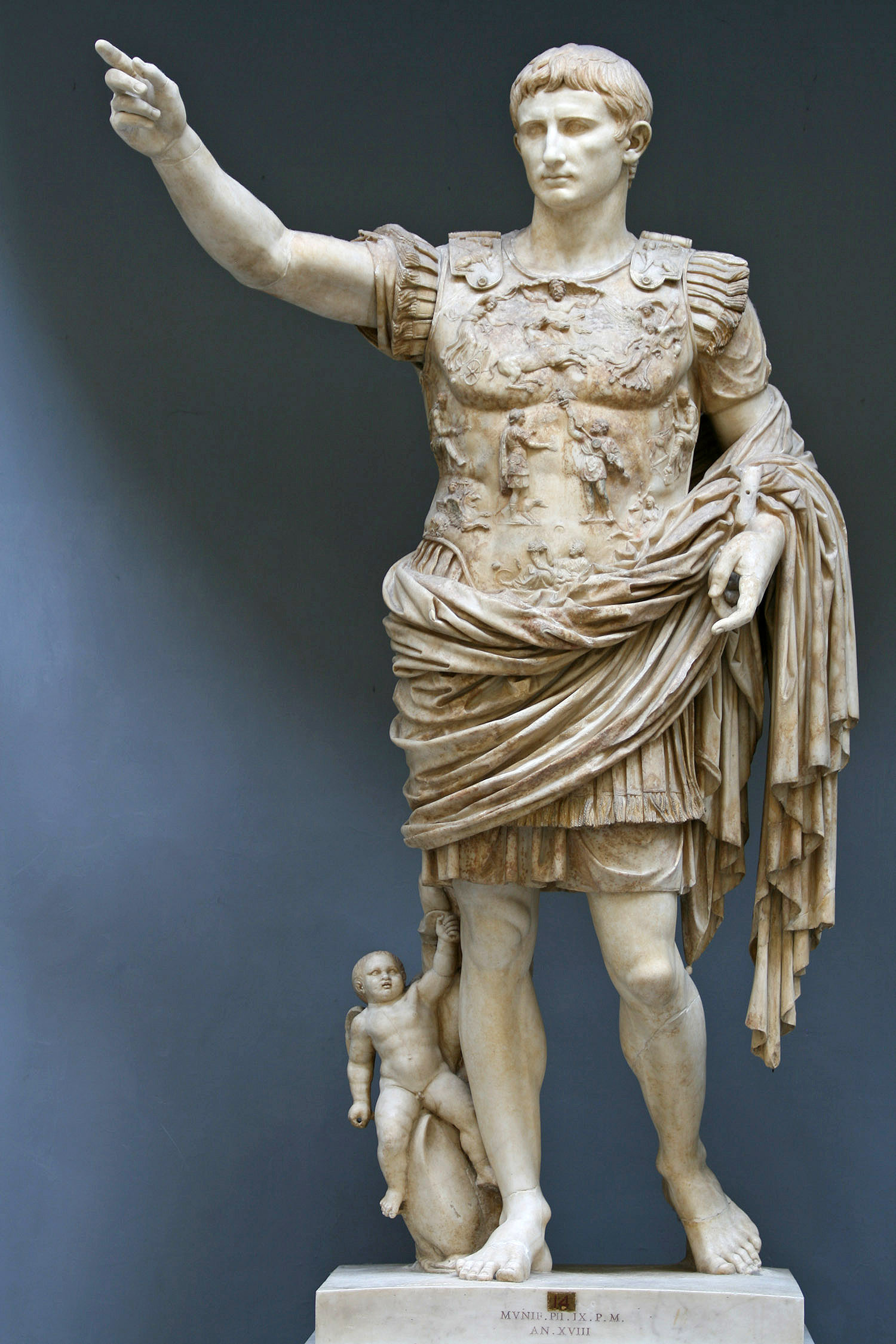
Escultura de Augusto con uniforme militar (paludamentun).

Augusto, después de la batalla de Actium en el 31 a. C., se vio obligado a decidir no únicamente cómo debían ser configuradas sus muchas legiones, sino también cuántos soldados auxiliares era necesario enmarcar el ejército permanente. Sus departamentos fueron sometidos al legado de la legión mientras permanecían claramente diferenciados de él.
Los auxiliares constituían el segundo componente fundamental del ejército. Dependiendo del grado de especialización de las fuerzas legionarias y sus limitaciones tácticas, está claro que los auxiliares eran las fuerzas adicionales, y también complementarias con respecto a las legiones —caballería ligera o pesada, arqueros a pie o en caballo, y infantería ligera—. Es probable que muchas de estas unidades no existían antes de la batalla de Actium, pero los nombres de algunos escuadrones de caballería sugiere que fueron reclutados en la Galia por los oficiales de César.

### Composición
Constaba de soldados de infantería, en su mayoría provinciales (en condición de peregrinus), que aspiraban, al final de un servicio de más de un par de décadas, a obtener la ciudadanía romana. Aunque fueron utilizados por Julio César durante la conquista de la Galia, su organización, tal como nos la transmitieron, se remonta a la reforma de Augusto de todo el sistema militar romano.
Las cohortes de infantería tenían una estructura muy similar a la de las cohortes legionarias. Se sometieron inicialmente bajo el mando de un praefectus cohortis cuando todavía estaban en la quinquagenaria formada por peregrini, los que tras un tribuno militar se constituían en cives Romanorum. Las cohortes quinquagenarias estaban compuestas de 6 centurias de 80 hombres cada una, además de 6 centurias —bajo el mando de un centurión princeps— para un total de 480 de infantes, en algunos casos provistos de armas, arqueros, honderos y lanzadores de jabalina, para completar con la legión romana de infantería pesada.
A partir de la dinastía Flavia, se introdujeron por primera unidades auxiliares milliariae, que se componían de aproximadamente 1000 armados,—creado a partir de cero o aumentando el armado de una unidades preexistentes quinquagenaria—, en todos sus tipos: de cohortes peditatae, los equitatae a los de alae de caballería —este último considerado la ' élite del' ejército romano—.)
| Tipos de unidades auxiliares | servicio   | comandante          | subordinado | No. de subunidades | Fuerza de la subunidad | Fuerza de la unidad |
| ---------------------------- | ---------- | ------------------- | ----------- | ------------------ | ---------------------- | ------------------- |
| Cohors quinquagenaria        | infantería | praefectus cohortis | centurión   | 6 centurias        | 80                     | 480                 |
| Cohors milliaria             | infantería | tribuno militar     | centurión   | 10 centurias       | 80                     | 800                 |

### Jerarquía interna
En la época de Augusto fueron confiados al mando de un rey o príncipe del lugar nativo, al menos hasta después de Tiberio, cuando fueron luego bajo un praefectus cohortis del orden ecuestre.
El cuerpo de tropa de una (quinquagenaria), además de los oficiales, praefectus cohortis y los seis centuriones, se dividió en tres subcategorías:
- los principales (princeps), o aquellos suboficiales capaces de comandar destacamentos pequeños y si es necesario, tomar el lugar de los oficiales de la compañía. Era imaginifer, el portador de la imagen del emperador, que probablemente en una Vexillarius (que tenía la bandera de la unidad), seis cohortis signiferi (portador de la enseña de cada centuria), seis optio singularium (asistentes de los centuriones y praefectus cohortis) y seis miembros de tesserarius ( encargados de la tésera, uno por centuria).[8][10][11]
- los inmunes, o todos aquellos soldados de infantería que, incluso sin ser siquiera suboficiales, eran inmunes a tener que realizar ciertos servicios o tareas de «rutina», a menudo «pesados».[8] Había seis curatores (especie de contables, uno por centuria), algunos «músicos» para enviar las órdenes  acústicas como el cornicen, el tubicen y  el bucinator, un corniculary (en espera de prefecto), algunos statores ( guardias de seguridad, mensajeros), un bibliotecario (empleado), un actuario y un número no especificado de beneficiarios,(incluido el medicus ordinarius, y quizás el capsarius[8][10][11]
- todos los demás soldados de infantería (milites), no incluidos en las dos primeras categorías.

Básicamente, de acuerdo con los recuentos de Cheesman, en un cohors quinquagenaria, había aparte del praefectus cohortis: 6 centuriones , 19 principales y un número no especificado de inmunes.

### Duración del servicio

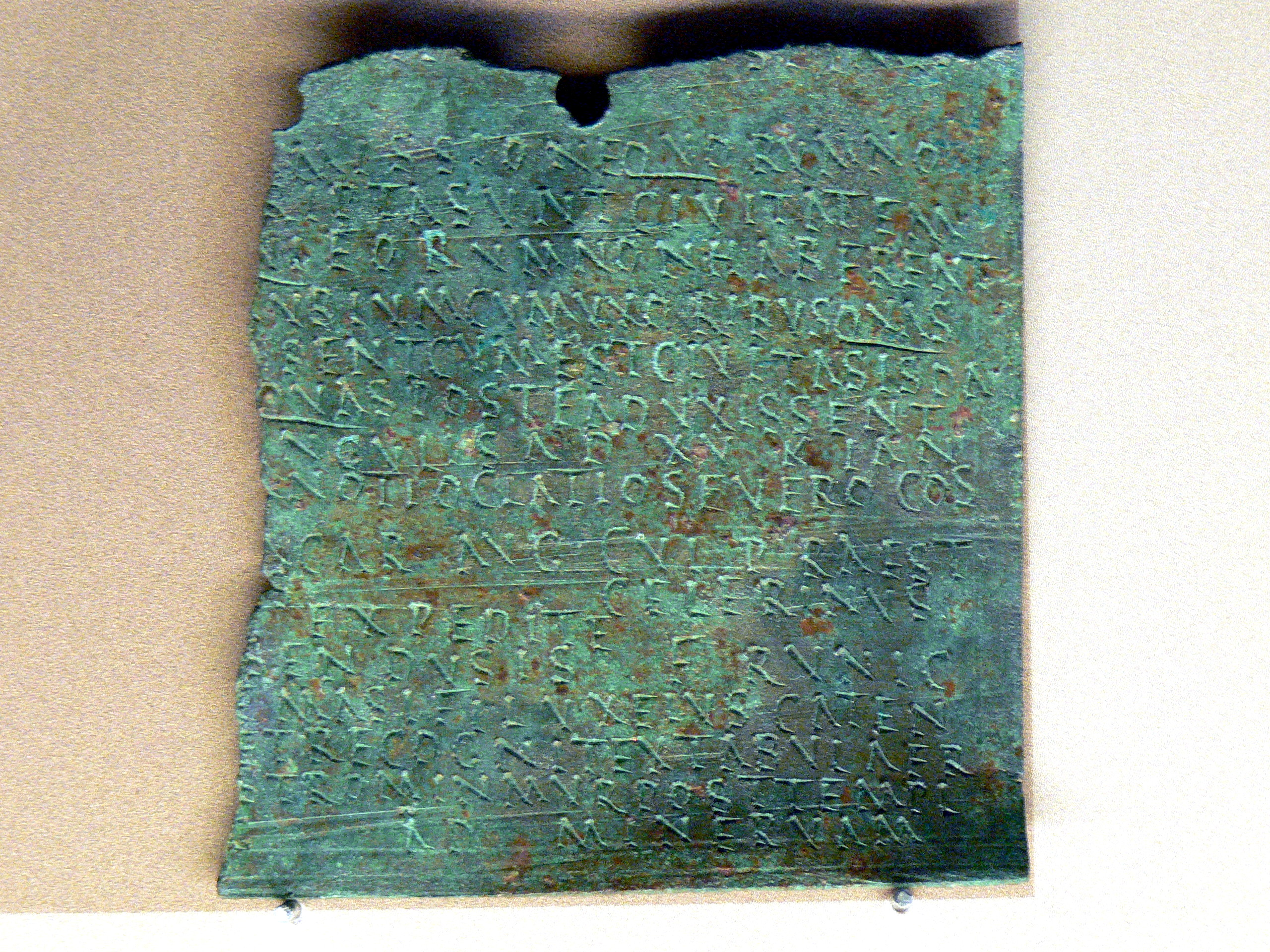
Diploma militaria de una típica cohors peditata.

Los soldados auxiliares servían en el ejército durante 25 años, después de lo cual recibían un certificado militar que acreditaba la licencia, además de una recompensa en dinero o un lote de terreno, como una forma de jubilación de nuestros días, la ciudadanía romana y el derecho a casarse. El pago (stipendium) para un cohors peditata fue de alrededor de 150 denier, menos que la de un legionario que recibía 225 denarios anuales). La paga se aumentó más tarde una cuarta parte, bajo el emperador Domiciano, lo que aumentó la cuota anual a 200 denarios.